# Potentilla rigidula
Potentilla rigidula es una especie de planta del género Potentilla, perteneciente a la familia Rosaceae.

## Taxonomía
Potentilla rigidula fue descrita por Franz Theodor Wolf en 1908.

## Distribución
Se encuentra en el territorio del Krai de Altái, República de Altái y Mongolia.